# 大明宝钞

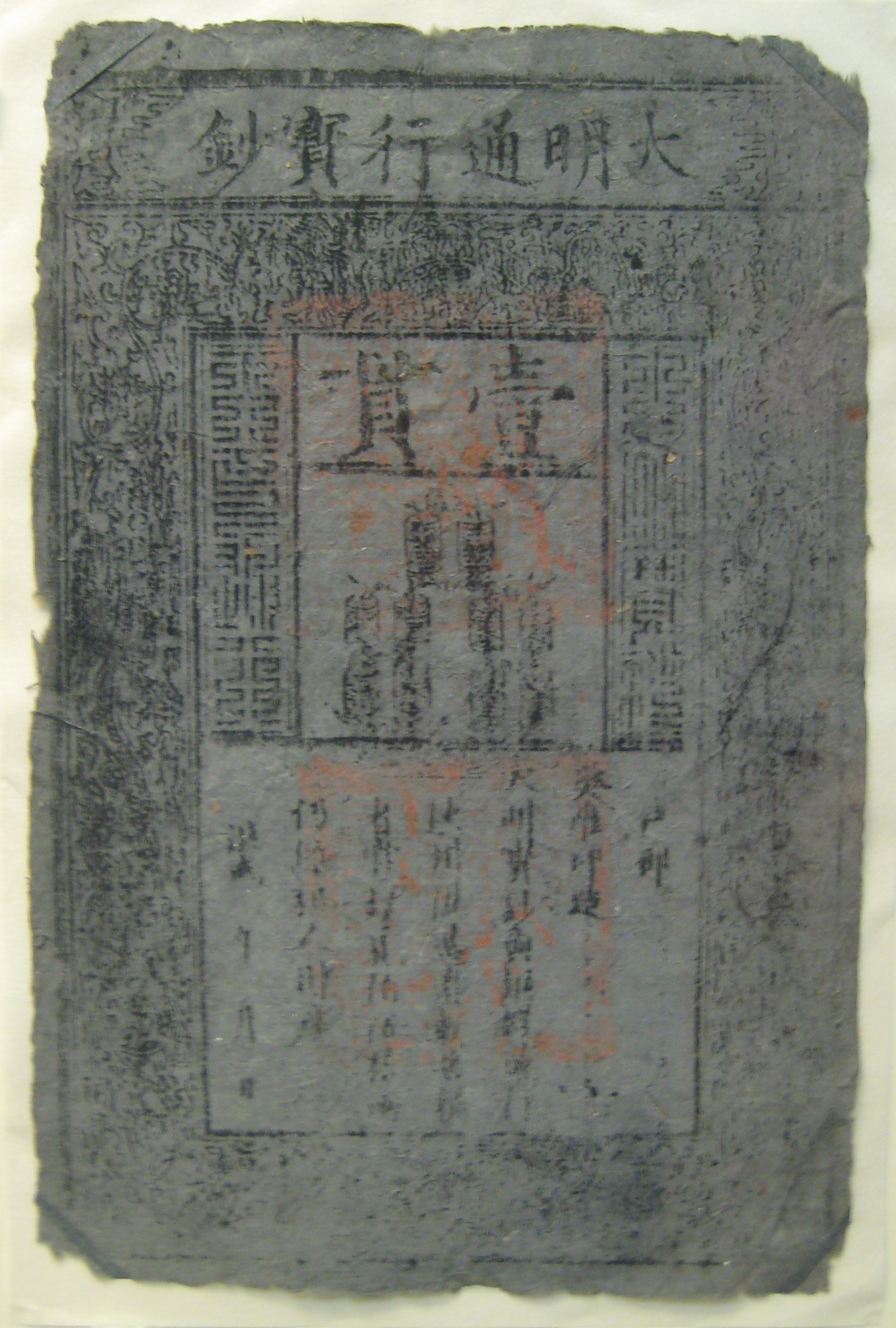
大明通行宝钞壹贯

大明宝钞是明朝官方发行的唯一纸币，该纸币贯行于明朝二百七十多年。明太祖洪武八年（1375年）始造。由于当时缺铜，朝廷“责民出铜，民毁器皿输官”，于是明洪武七年颁布“钞法”，设宝钞提举司，其下再设抄纸、印钞二局和宝钞、行用二库。并于次年以中书省名义发行。洪武八年，“禁民间不得以金银物货交易，违者罪之。”禁止民间用黃金、白银买卖交易。至洪武二十七年八月，因“钞法阻滞”，民間不願用，“诏禁用铜钱”，“令有司悉收其钱归官，依数换钞，不许更用铜钱行使。限半月内，凡军民商贾所有铜钱悉送赴官，敢有私自行使及埋藏弃毁者罪之。”強制人民使用寶鈔，把超发纸币当作了弥补财政亏空的手段并加以滥用，赤裸裸榨取民间财富。
大明宝钞印框高约30厘米、宽约20厘米，是世界上面积最大的纸币。宝钞分六等：壹贯、五百文、四百文、三百文、二百文、一百文，一贯等于铜钱一千文或白银一两，四贯合黄金一两，票面上端為“大明通行寶鈔”六個漢字。初行宝钞时，一石米值钞一贯。
《明会典》记载：“以桑穰为料，其制方，高一尺，广六寸，质青色，外为龙文花栏，横题其额曰‘大明通行寶鈔’，其内上两旁复为篆文八字，曰‘大明宝钞  天下通行’。中图钱贯，十串为壹贯，其下云‘中书省奏准印造大明宝钞与铜钱通行使用，伪造者斩，告捕者赏银二百五十两，仍给犯人财产。’若伍佰文，则画钱文为五串，余如其制，而递减之。其等凡六：曰一贯，曰五百文、四百文、三百文、二百文、一百文。每钞一贯，准钱千文，银一两；四贯准黄金一两。” 
洪武二十二年（1389年）朝廷又发行小钞5种，即拾文、贰拾文、叁拾文、肆拾文、伍拾文，票面幅面较小。永樂以后印行宝钞仍用洪武年号易。
当时以桑皮纸印製，桑皮紙又叫漢皮紙，常用作典籍書册書頁之用，質地極其敦厚，洪武十三年（1380年）立倒钞法，允许以昏钞向国家换新钞，但要缴纳工本费。為解決寶鈔不斷貶值的問題，政府採取了多種途徑回籠寶鈔，比如採取“戶口食鹽法”或門攤稅等。宣德元年規定，“令各处赃罚俱折收钞，不分新旧昏软悉收。不愿纳钞者，听纳本色。”又令客商以金银交易，及藏匿货物、高增价值者，皆罚钞。但自宣德十年以後，政府就逐漸放棄回收寶鈔的政策，為鈔法而加征稅額也不斷減輕，寶鈔的貶值終究不可控制。此外，明代政府绝无近现代的存款準備金意识，只憑行政權力強行推動寶鈔，致使市场上流通的纸币越来越多，宝钞泛滥成灾，发行当年就通货膨胀，洪武二十二年前后，纸币時贬時升，江西、福建一带二贯纸钞只能换铜钱五百文。永乐二年（1404年），米一石一度值鈔100貫，永乐五年米一石值钞30贯。宣德初年，米价已达到宝钞50贯，宣德七年（1432年），宝钞一贯只值铜钱5文。正統以後，正统九年（1444年），米价涨到宝钞100贯，明鈔已不能通行，“积之市肆，过者不顾”。《玉鏡新譚》載明末的熹宗常以新鈔賞賜臣下。